# Альбонське графство
Альбонське графство (фр. Comté d'Albon) — феодальне володіння, що знаходилось в регіонах В'єнуа і Гренобль в сучасній Франції. Альбонське графство входило до складу Прованського та Арелатського (Бургундського) королівств, яке після смерті короля Рудольфа III в 1032 році перейшло під сюзеренітет Священної Римської імперії. Альбонське графство швидко розширювалося завдяки приєднанню сусідніх володінь і в 1142 році за правління Гіга V Альбонського, що прийняв титул дофіна В'єннського, було перейменовано на В'єннський дофінат.

## Історія
Графство, імовірно, походить від сеньйорій Анноне та Віона у В'єннуа, якими ще володіли легендарні предки першого графа Альбонського, але відомості про них відносяиься до легендарних. Перші історично підтверджені відомості стосуються Гіга, який після 1000 року отримав південь свого графства як феод від єпископа В'єнна. Він же в 1009 році отримав від короля Бургундії Рудольфа II половину каштелянства Морас у В'єнуа, а пізніше він же отримав володіння в Муарансі, Шампсаурі (1027), Уазані (1035), Гресіводані (бл. 1050), Бріансоне (1053) і долину Улькс (1070). Цей Гіг був першим, хто носив титул графа, спочатку як граф Муаранський, згодом Уазанський, а з 1035 року як граф Гіг I Альбонський.
Гіг II (IV) Альбонський успадкував свого батька в 1070 році, і тогож року одружився з Агнес Барселонською. В їх шлюбному контракті згадуються володіння графа: на південь від В'єнна — замки Альбон, Шевр'єр, Клер'є, Морас, Серв і Вальс, навколо Гренобля — Корнійон, Уріоль і Варсес, а також замок в Бріансоні, та його титули графа Альбонського і Гренобльського, як і в його батька.
Гіг III (V) став наступником свого батька в 1079 році, а в 1098 році прийняв титул дофіна В'єнського (на додаток до графа Альбонського і Гренобльського). Походження титулу «Дофін» остаточно не з'ясоване. Є версії, що він походить від «родового» імені (Дельфінус), інші від назви землі німецькою мовою (Dovienné = В'єннський), а інші від морського дельфіна, про якого він чув від дружини Матильди, дочки норманського короля Сицилії Роджера. В 1116 році Гігу III вдалось також бути визнаним одноосібним сувереном у Гресіводані, де він узурпував багато земель у церкви, і з того року він має титул графа Гресіводанського.
Гіг III (V) став останнім, хто використовував титули графа Альбонського та Гренобльського, надалі вони зникають і спадкоємці Гіга III (V) використовували лише титул дофіна В'єннського, а їх володіння згадується як В'єннський дофінат, хоча династія продовжує називатися Альбонською.

## Список графів Альбонських
- Ростань I, володар півдня В'єнуа (бл. 830—844)
- Ростань II, лорд Аннонай (?, син попереднього)
- Гіг, сеньйор Анноне (? -940, син попереднього)
- Гіг, сеньйор Віона (бл. 940—960, син попереднього)
- Гіг, сеньйор Віона (бл. 960—996, син попереднього)
- Гіг I, граф? (996—1009, син попереднього)
- Гіг II, граф (1009—1029, син попереднього)
- Гіг I (III), граф Альбонський (1029—1063, син попереднього). Іноді вказується як Гіг ІІ, оскільки його батько вже мав титул графа. Граф Альбона, Гренобля та Гресіводана, одружений у першому шлюбі з Аделаїдою де Руайанс, в другому шлюбі з Агнес, дочкою Рамона Беренгера I, графа Барселонського.
- Гіг II (IV) Товстий або Пінгвіс 1063- після 1075 (син першої дружини попереднього), граф Альбона, Гренобля та Гресіводана.
- Гіг III (V) Молодший (після 1075—1133, син попереднього), граф Альбона і Гренобля, одружений на Матильді, в 1098 році на додаток до титулів графа Альбонського і Гренобльського, прийняв титул дофіна В'єннського.
- Пізніші володарі носять титул дофінів В'єннських, а титул графів Альбонських перестає використовуватися.